# Idiostrangalia simillima
Idiostrangalia simillima är en skalbaggsart som beskrevs av Hayashi och Jean François Villiers 1989. Idiostrangalia simillima ingår i släktet Idiostrangalia och familjen långhorningar.
Artens utbredningsområde är Taiwan. Inga underarter finns listade i Catalogue of Life.